# Ulla Sallert
Ulla Sallert (født Ulla Sonja Andersson; 27. marts 1923, død 11. maj 2018) var en svensk sangerinde og skuespillerinde.
Sallert blev født i Stockholm og studerede ved Kungliga Musikaliska Akademien. Hendes scenedebut var i en operette på Oscarsteatern i 1944, og hun blev en af de mest kendte svenske sangere i 1950'erne. På film huskes hun blandt andet for sin rolle som fru Kron i Smuglerkongen (1985), der er instrueret af Sune Lund-Sørensen.
Ulla Sallert ligger begravet på Lidingö kyrkogård.

## Udvalgt filmografi
- De glade gøglere (1946, ukrediteret)
- Heja! Frisk humør (1947)
- Hallo baby (1976)
- Smuglerkongen (1985)
- Pigerne på taget (1989)
- Niels Karlsson Pusling (1990)